# Flysch

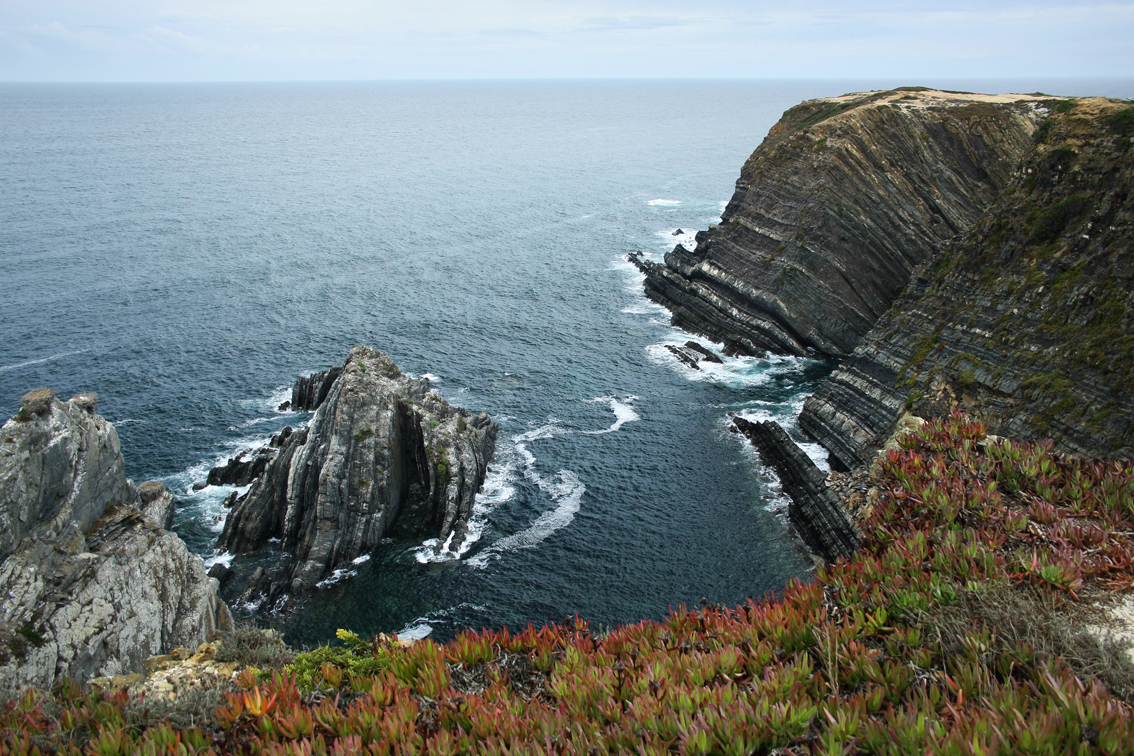
Flysch carbonífero del Bajo Alentejo (Portugal).

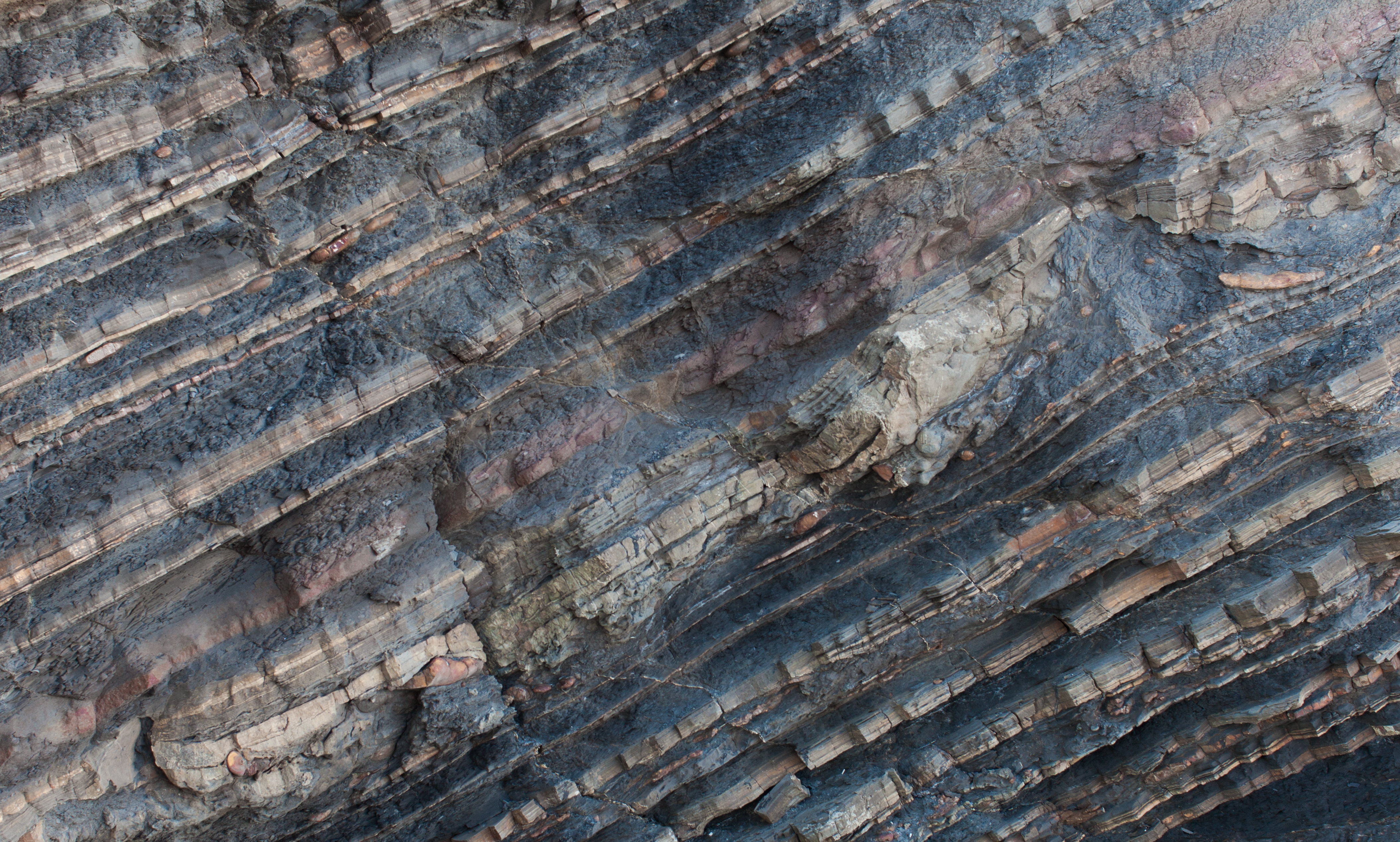
Detalle de capas alternantes de sedimentos en facies de tipo flysch en Gaztelugache (Bermeo, Vizcaya, España).

Los flysch son facies rocosas de origen sedimentario compuestas por alternancia rítmica de capas de rocas duras cohesivas (calizas, pizarras o areniscas) intercaladas con otras más blandas friables (margas o lutitas). Esta disposición favorece la erosión diferencial, pues las capas friables son desgastadas con mayor facilidad que las capas cohesivas. Esto hace que las capas duras se queden en resalte y sin apoyo, que así son erosionadas más fácilmente, pero a la vez la existencia de las rocas duras protege a las blandas.
El término proviene del alemán y es relativamente antiguo, creado antes del estudio en detalle del fenómeno que describe. Quiere decir 'fluir', 'deslizarse' o 'terreno que resbala'.

## Formación
Este tipo de sedimentación alternante ha sido objeto de numerosas investigaciones que causaron bastante polémica. Ha habido dos hipótesis de trabajo sobre su formación: hasta los años 50 del siglo XX se defendía la hipótesis de las playas fósiles, pero después se impuso la hipótesis de las corrientes de turbidez en las zonas profundas del océano.
- Playas fósiles. Esta hipótesis defiende que la formación de los flysch se ha realizado a partir de la sedimentación costera, en un fenómeno parecido a la formación de las playas. Se basaba en el aspecto de la superficie de las capas areniscas en las que aparecen rizaduras, señales que recuerdan a las figuras dejadas por el oleaje en las arenas de las playas. De esta observación se pasó a la conjetura de que debían de ser sedimentos playeros litificados.

- Mediante turbiditas. La hipótesis más aceptada es la de la formación de sedimentos en la zonas profundas de los océanos. Estos sedimentos serían los procedentes de las corrientes oceánicas de gran turbidez que discurren por la pendiente del fondo dejando sedimentos llamados turbiditas. Las rizaduras observadas se interpretan ahora como de corriente, no de oleaje.

Atendiendo a la hipótesis de las turbiditas se puede estimar que el flysch se forma de la siguiente forma:
- una corriente con carga de sedimentos se desliza por un talud sobre el fondo abisal del océano excavando una estructura sobre la superficie original del océano o la que ha dejado un episodio anterior de este mismo tipo;

- al disminuir la velocidad comienza la sedimentación del material que arrastra la corriente en diferentes capas ordenadas por las densidades de los mismos. Estas sedimentaciones son de forma laminar;

- cuando la corriente se calma se sedimentan los materiales más ligeros dando forma a las partes arcillosas del conjunto.

## Ejemplos de afloramientos deflysch
En el norte de la península ibérica, entre las localidades guipuzcoanas de Deva y Zumaya, se encuentra la llamada Ruta del Flysch, es uno de los flysch más relevantes y en que mejor se aprecia su estructura, además de todas las secciones del Paleoceno, con una excelente conservación del registro fósil. Forma el Geoparque de la Costa Vasca, incluido en la red de geoparques mundiales de la UNESCO. Más al oeste se encuentran más ejemplos como la Costa Quebrada de Cantabria en el municipio de Piélagos con la playa de la Arnía. 
En el sur de la península ibérica también se encuentran formaciones de este tipo, en la unidad denominada Flysch del Campo de Gibraltar, con afloramientos en el tramo de costa comprendido entre las localidades de Algeciras y Tarifa.

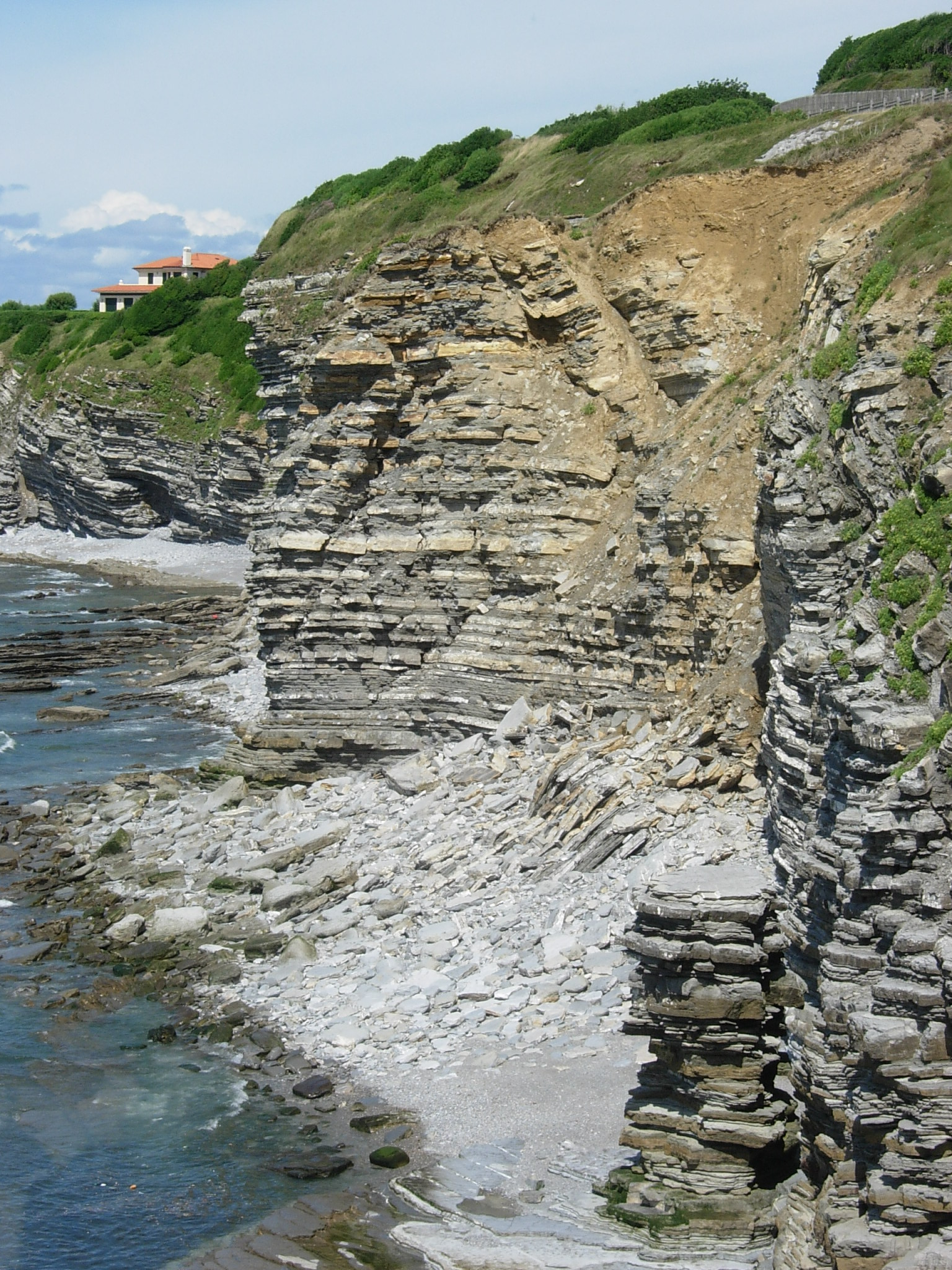
Flysch en San Juan de Luz, País Vasco Francés.
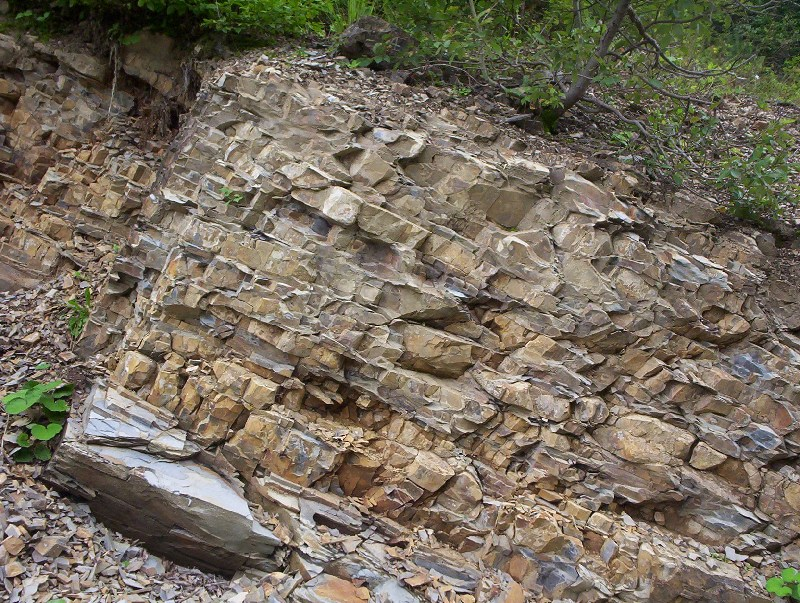
Flysch en los Cárpatos.
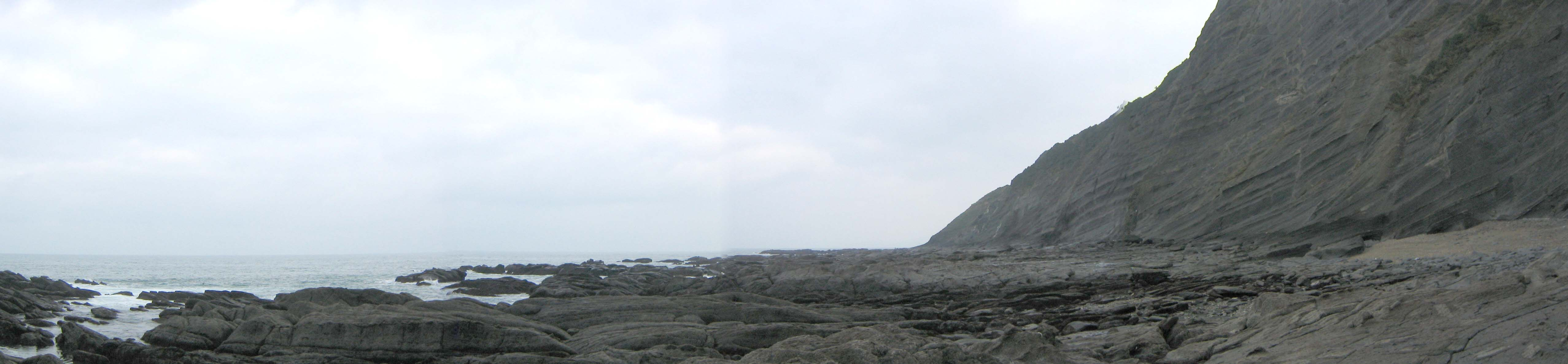
Rasa mareal en Motrico (Guipúzcoa, España), zona llamada Siete playas
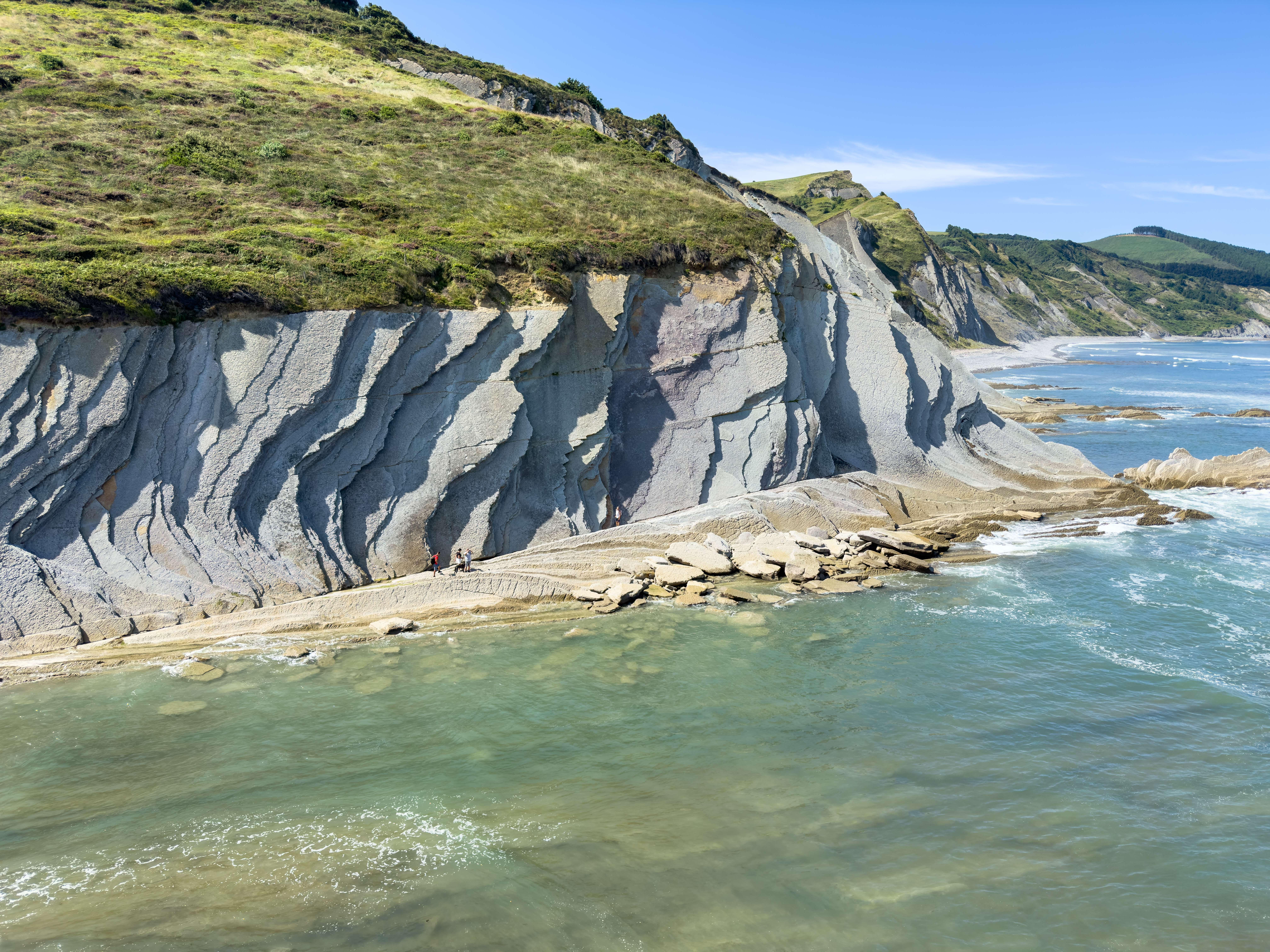
Rasa mareal entre Deva y Zumaya en Guipúzcoa (España)